# Fièvre au Marais
Fièvre au Marais est un roman policier français de Léo Malet, paru initialement sous le titre L’Ours et la Culotte en 1955 aux Éditions Robert Laffont. L’auteur modifie le titre en 1972, à l’occasion de la parution du roman dans Le Livre de poche. Le nouveau titre est repris pour toutes les éditions ultérieures. C'est le troisième des Nouveaux Mystères de Paris, avec Nestor Burma comme héros.

## Résumé
Par un printemps pourri, Nestor Burma connaît des difficultés financières qui l’obligent à se rendre chez le prêteur sur gages Jules Cabirol. Mal lui en prend, car il ne trouve que son cadavre. Pendant qu’il contemple des fenêtres de l’appartement le Palais Soubise, qui abrite les Archives nationales, il se dit que l’usurier, être retors et sans une once d’humanité, n’a pas forcément volé son assassinat, en témoigne un ours en peluche qui se trouve parmi les marchandises gardées par le mort. S'il était capable de prendre en gage le jouet d'un enfant... 
Pendant que Burma déleste Cabirol d'une partie de son argent, il se fait assommer. Quand il revient à lui et entrouvre les yeux, il devine la présence d’une jeune fille dans l’appartement grâce à une jolie paire de jambes gainées de nylon qui ont tôt fait de déguerpir. Quand le détective parvient à se remettre sur pied, il constate que le rouge à lèvres qui colorait les lèvres du mort n'y est plus : la jeune femme est revenue pour le faire disparaître. Burma répond machinalement au téléphone qui sonne à ce moment et qui le met sur la piste de Maurice Bardoux, étudiant qui mène des recherches aux Archives nationales. De fil en aiguille, il se rapproche de la clé de l'énigme.
Quelques jours plus tard, la jeune fille rend visite au détective pour s’expliquer et se disculper. Il ne la livre pas à la police, car le coupable aurait très bien pu être un malfrat, mort depuis, qui détestait Cabirol.

## Aspects particuliers de l'ouvrage
Le roman se déroule dans le 3e arrondissement de Paris.
Nestor Burma ne manque de déplorer l'envahissement du quartier du Marais par des hordes de touristes.
C’est le seul récit où Nestor Burma tue un homme.

## Éditions
- Éditions Robert Laffont, 1955 sous le titre L'Ours et la Culotte
- Le Livre de poche no 3414, 1972
- Fleuve noir, Les Nouveaux mystères de Paris no 4, 1982, réédition en 1994
- 10-18, Grands détectives no 1839, 1987
- Éditions Robert Laffont, collection Bouquins, 1986 ; réédition en 2006
- Presses de la Cité, 1989

## Accueil critique
Pour Mystère magazine (n°89, juin 1955), L'Ours et la culotte est le roman le plus humain de l'auteur qu'il compare à John Ross MacDonald.

## Adaptation

### À la télévision
- 1992 : Fièvre au Marais, épisode 4, saison 1, de la série télévisée française Nestor Burma réalisé par Gérard Marx, avec Guy Marchand dans le rôle de Nestor Burma.

## Sources
- Jacques Baudou (dir.), Les Nombreuses Vies de Nestor Burma, Nantes, Les Moutons électriques, coll. « La Bibliothèque rouge no 18 », 2010, 333 p. (ISBN 978-2-36183-003-8, OCLC 670472170), p. 102-105.
- Francis Lacassin, Sous le masque de Léo Malet, Nestor Burma, Amiens, Encrage, coll. « Portraits » (no 4), 1991 (ISBN 978-2-906-38932-8, OCLC 406670086), p. 50-51
- Jean Tulard, Dictionnaire du roman policier : 1841-2005. Auteurs, personnages, œuvres, thèmes, collections, éditeurs, Paris, Fayard, 2005, 768 p. (ISBN 978-2-915793-51-2, OCLC 62533410), p. 272.